# Jürgen Fluck
Jürgen Fluck (* 1955) ist ein Lobbyist und Rechtswissenschaftler und war Justiziar bei der BASF SE. 

## Leben
Er studierte Jura an der Johannes Gutenberg-Universität Mainz und arbeitete als wissenschaftlicher Mitarbeiter bei den Professoren Christoph Trzaskalik und Hans-Werner Laubinger. 1984 promovierte er über Die Erfüllung des öffentlich-rechtlichen Verpflichtungsvertrages durch Verwaltungsakt. 1986 wurde er Rechtsanwalt in Düsseldorf. Er arbeitete 1987 in der Landesvertretung von Rheinland-Pfalz in Bonn und wechselte ein Jahr später ins Umweltministerium Rheinland-Pfalz in Mainz. Seit 1990 war er bei der BASF SE angestellt. Dort arbeitete er bis 2017, zuletzt als Vice-President mit Schwerpunkt Öffentliches Recht, für die Zentralabteilung Recht in Ludwigshafen. Er war Vorsitzender des Fachausschusses Verwaltungs-, Haftungs- und Strafrecht des Verbandes der Chemischen Industrie (VCI). Daneben arbeitete er als Rechtsanwalt in Limburgerhof.
Seit dem 4. November 2006 ist er Mitglied im Vorstand der Gesellschaft für Umweltrecht. Er ist Mitherausgeber mehrerer juristischer Zeitschriften, z. B. Zeitschrift für Stoffrecht, Verwaltungsarchiv etc. Er hat zahlreiche Aufsätze und Kommentare veröffentlicht, vor allem im Bereich Chemikalien- und Abfallrecht sowie Umweltinformationsrecht.

## Schriften (Auswahl)
- REACH + Stoffrecht : Kommentar; deutsches, europäisches und internationales Chemikalien-, Pflanzenschutz-, Biozid- und sonstiges Stoffrecht
- Rechtsfragen des Sicherheitsdatenblattes, 2006 (mit Markus Wintterle)
- Kreislaufwirtschafts-, Abfall- und Bodenschutzrecht : KrW-/AbfG, AbfVerbrG, EG-AbfVerbrVO, BBodSchG; Kommentar
- Informationsfreiheitsrecht mit Umweltinformations-, Verbraucherinformations- und Informationsweiterverwendungsrecht
- Freier Zugang zu Umweltinformationen : Rechtsfragen im Schnittpunkt umweltpolitischer, administrativer und wirtschaftlicher Interessen; Beiträge und Diskussion des Kolloquiums am 9. Juli 1992 in Bonn
- Die Erfüllung des öffentlich-rechtlichen Verpflichtungsvertrages durch Verwaltungsakt